# フリーダム・コーカス
フリーダム・コーカス（英語: Freedom Caucus）は、保守的あるいはリバタリアン的な共和党下院議員によって成るアメリカ合衆国連邦下院の議員連盟。一般的には「ハウス・フリーダム・コーカス」としても知られ、日本国内では「自由議員連盟」とも訳される。
メンバーの多くは現在でも分裂元である 共和党調査委員会の一員である。また、多くが保守強硬派運動のティーパーティー（茶会運動）に関わっており、フリーダム・コーカスは下院共和党会議の中では最も右翼的なグループとみなされている。
日本の政党の派閥、議連とは異なり、フリーダム・コーカスは緩やかな集まりである。

## 背景
マシュー・フォスターは「フリーダム・コーカスは2009年に反オバマ政権を掲げて発足した共和党保守派の茶会運動の流れをくんでいる」と指摘している。

## 歴史
2018年7月、創設メンバーの一人で前会長のジム・ジョーダンが2018年の中間選挙で共和党が多数派を維持した場合、引退を表明しているポール・ライアン下院議長の後任としてフリーダム・コーカスのメンバーとして初の下院議長を目指す意向を正式表明。

## メンバー

### 会長
- ジム・ジョーダン（オハイオ州）, 2015年 - 2017年
- マーク・メドーズ（ノースカロライナ州）, 2017年 - 2019年
- アンディ・ビッグス（アリゾナ州）, 2019年 - 2022
- スコット・ペリー（ペンシルベニア州）, 2022年 - 2024年
- ボブ・グッド（バージニア州）, 2024年 - 2024年
- アンディー・ハリス（メリーランド州）, 2024年 - 現在

### 元メンバー
- ティム・ハエルスカンプ（カンザス州）, 2016年に共和党予備選で敗北[7]
- ジョン・フレミング（ルイジアナ州）, 2016年に上院選挙に挑戦するも敗北[8]
- ブライアン・バビン（テキサス州）, 2017年に離脱[9]
- テッド・ポー（テキサス州） - AHCA撤廃失敗の後、2017年3月26日に離脱[10]
- ジム・ブライデンズティーン（オクラホマ州）, NASA長官に任命[11]
- マット・サーモン（アリゾナ州）, 2016年に議員引退[12]
- ミック・マルバニー（サウスカロライナ州）, 2016年12月に行政管理予算局長指名